# Hanna Slak
Hanna Antonina Wojcik Slak, slovenska režiserka in scenaristka, * 1975, Varšava, Poljska.
Leta 2003 je diplomirala na Akademiji za gledališče, radio, film in televizijo v Ljubljani. Režirala je več kratkih in celovečernih filmov, večinoma po lastnem scenariju.

### Zasebno
Njena starša sta režiserja Franci Slak in Hanna Preuss.

## Nagrade in priznanja
Njen kratki film Brez štroma ji je prinesel nagrado za obetavne mlade režiserje na Festivalu filmskih šol v Münchnu, kratki film Zjutro za najboljši študentski film na 2. festivalu slovenskega filma in 10. Juvenalu v Celovcu. Na 3. festivalu slovenskega filma je za diplomski film Predor prejela posebno pohvalo in priznanje. Leta 1999 je prejela priznanje za najbolj obetavnega slovenskega filmskega ustvarjalca leta. S svojim prvim celovečernim filmom Slepa pega je prejela  nagrado ekumenske žirije na festivalu v Cottbusu, na festivalu v Sofiji pa je bila nagrajena kot najboljša režiserka. Njen drugi celovečerni film Desperado tonic je bil na 7. festivalu slovenskega filma nagrajen z vesno za najboljši ton, kot tudi njen tretji celovečerni film Tea na 10. festivalu slovenskega filma.

## Režija
- Rudar (2016, celovečerni igrani film)
- Neke druge zgodbe (2010, celovečerni igrani omnibus)
- Tea (2006, celovečerni igrani film)
- Američanke (2005, srednjemetražni dokumentarni TV film)
- Desperado tonic (2004, celovečerni igrani omnibus)
- Slepa pega (2002, celovečerni igrani film)
- Predor (2000, diplomski igrani film)
- Ukinjena proga (1999, TV etuda)
- Vrvohodec (1999, kratki igrani film)
- Zjutro (1998, študijski igrani film)
- Brez štroma (1997, študijski dokumentarni film)